# Isabelle Méjean
Pour les articles homonymes, voir Méjean.
Isabelle Méjean, née le 29 novembre 1980 à Nancy (Meurthe-et-Moselle), est une économiste française spécialiste des questions de commerce international.

## Biographie
Isabelle Méjean est titulaire d'un DEUG en économie et gestion de l'université de Nancy-II, d'une licence et d'une maîtrise d'économie appliquée de l'université de Paris-Dauphine et d'un DEA d'Économie théorique et empirique (ETE) de l’Université Paris 1 Panthéon-Sorbonne.
En 2006, elle soutient sa thèse de doctorat en macroéconomie internationale effectuée à Paris 1, sous la direction de Jean-Olivier Hairault. Sa thèse, intitulée Segmentation des marchés internationaux et globalisation en macroéconomie ouverte, est consacrée à l'étude de l'impact macroéconomique de la segmentation des marchés internationaux à l'aide des outils de la nouvelle théorie du commerce.
Elle rejoint ensuite le Centre d'études prospectives et d'informations internationales puis l’École polytechnique comme professeure associée au département d’économie. En 2009, elle rejoint pendant un an le département de la recherche du Fonds Monétaire International. Puis en 2012, elle obtient l'habilitation à diriger des recherches. Elle est titularisée professeure associée en 2014, puis professeure en 2017.
En 2016, elle reçoit le prix Malinvaud de l'Association française de science économique pour son article de recherche Firms, Destinations and Aggregate Fluctuations publié dans Econometrica. Elle y explique que les chocs de type microéconomique sont plus importants que prévu dans les fluctuations du PIB.
En 2017, elle reçoit une bourse Starting Grant attribuée par le Conseil européen de la recherche pour un projet sur la structure en réseaux des liens de commerce international à partir de données d’exportation françaises. À partir de données fines décrivant les exportations intra-européennes des entreprises françaises, elle analyse les déterminants de la compétitivité sur les marchés internationaux. 
La même année, elle est nommée, sur proposition du ministre de l'économie et des finances et de la ministre du travail, membre du groupe d'experts sur le SMIC aux côtés de Gilbert Cette, Andrea Garnero, Marie-Claire Villeval et André Zylberberg. 
Elle reçoit en 2020 le prix du meilleur jeune économiste de France décerné par le journal Le Monde et le Cercle des Economistes. La même année, elle est nommée, sur proposition du ministre de l'économie et des finances, membre du Conseil d'analyse économique. Elle figure également dans le classement des 40 femmes françaises de l'année par le magazine Forbes.
Elle est affiliée au CREST, au Centre for Economic Policy Research et à l’Institut des Politiques Publiques.
Elle s'intéresse aux effets des structures microéconomiques de production sur l'équilibre macroéconomique et à l'impact des réseaux de relations firme à firme sur les marchés internationaux, en mobilisant des bases de données désagrégées à un niveau fin qui permettent de rendre compte de la forte hétérogénéité des firmes engagées sur le marché mondial.
Elle est coéditrice de l'European Economic Review.

## Distinctions
- 2016 : Prix Malinvaud décerné par l'Association française de science économique (AFSE)[12]
- 2017 : bourse Starting Grant attribuée par le Conseil européen de la recherche (ERC)[4].
- 2020 : Prix du meilleur jeune économiste de France décerné par le journal Le Monde et le Cercle des Economistes[6].
- 2021 : Chevalier de l'Ordre national du mérite[13].